# Хемберг, Элли
Элли Хемберг (швед. Elli Hemberg, полное имя Elin Elisabeth «Elli» Hemberg, в замужестве Эрландссон; 1896—1994) — шведская художница и скульптор.

## Биография
Родилась 13 ноября 1896 в Шёвде в семье Йохана Хемберга и его жены — художницы Сигне Хемберг (1863—1944), урождённой Хедениус. Её дед Пер Хедениус был профессором медицины.
В 1915—1917 годах Элли посещала в среднюю школу в Уппсале, затем училась в школе шведского художника Карла Вильгельмсона (в 1918—1922 годах). По окончании обучения, в 1922 году Хемберг уже выставлялась в стокгольмской художественной галерее Liljevalchs konsthall. В сентябре следующего года она вышла замуж за доктора Свена Эрландссона (1896—1966). Как художнице, ей разрешили оставить девичью фамилию. В последующие годы она предприняла несколько учебных поездок по Европе: в Италию и Париж (1923), Вену и Италию (1925), Париж (1929), Норвегию (1937) и Голландию (1938).
Ранние работы Элли Хемберг состояли в основном из портретов и пейзажей. Её первая персональная выставка состоялась в 1942 году в Galerie Moderne в Стокгольме. В 1940-х годах она тесно сотрудничала с авангардным художником Отто Карлсундом, и они выставили свои работы в 1947 году в стокгольмском центре Konstnärshuset. Затем Хемберг начала переходить к более абстрактному стилю, сосредотачиваясь на форме, что в конечном итоге привело её к переходу от живописи к скульптуре.
В середине 1960-х годов Хемберг вместе с Олле Бертлингом и Карлом Бейемарком, среди прочих, входила в состав художественного салона Samlaren; они считалась в авангарде шведских скульпторов. В 1970-х годах Элли Хемберг начала добиваться благодаря своим скульптурам известности и признания в художественном сообществе Швеции, в первую очередь благодаря своим скульптурам для публичной демонстрации. Её работы часто представляли собой большие архитектурные произведения из дерева, стекла, металла или бетона. Произведения Хемберг находились под сильным влиянием Джея Хэмбиджа, и поэтому часто включали элементы динамической симметрии (система пропорций и методология естественного дизайна, описанная в книгах Хэмбиджа, а также трехмерные аспекты.
Сегодня многие из работ Элли Хемберг выставлены в Музее современного искусства в Стокгольме, в Художественном музее Кальмара, в музее Skissernas museum в Лунде, а также находятся в ряде других галерей, музеев и постоянных публичных экспозиций.
Умерла 23 мая 1994 в Стокгольме. Согласно её последней воле и завещанию, был создан фонд Konstnär Elli Hemberg Stiftelse для управления её художественным имуществом. Творческое наследие Элли Хемберг в основном находится в архиве Skövde Konsthall и художественном музее.

Некоторые работы
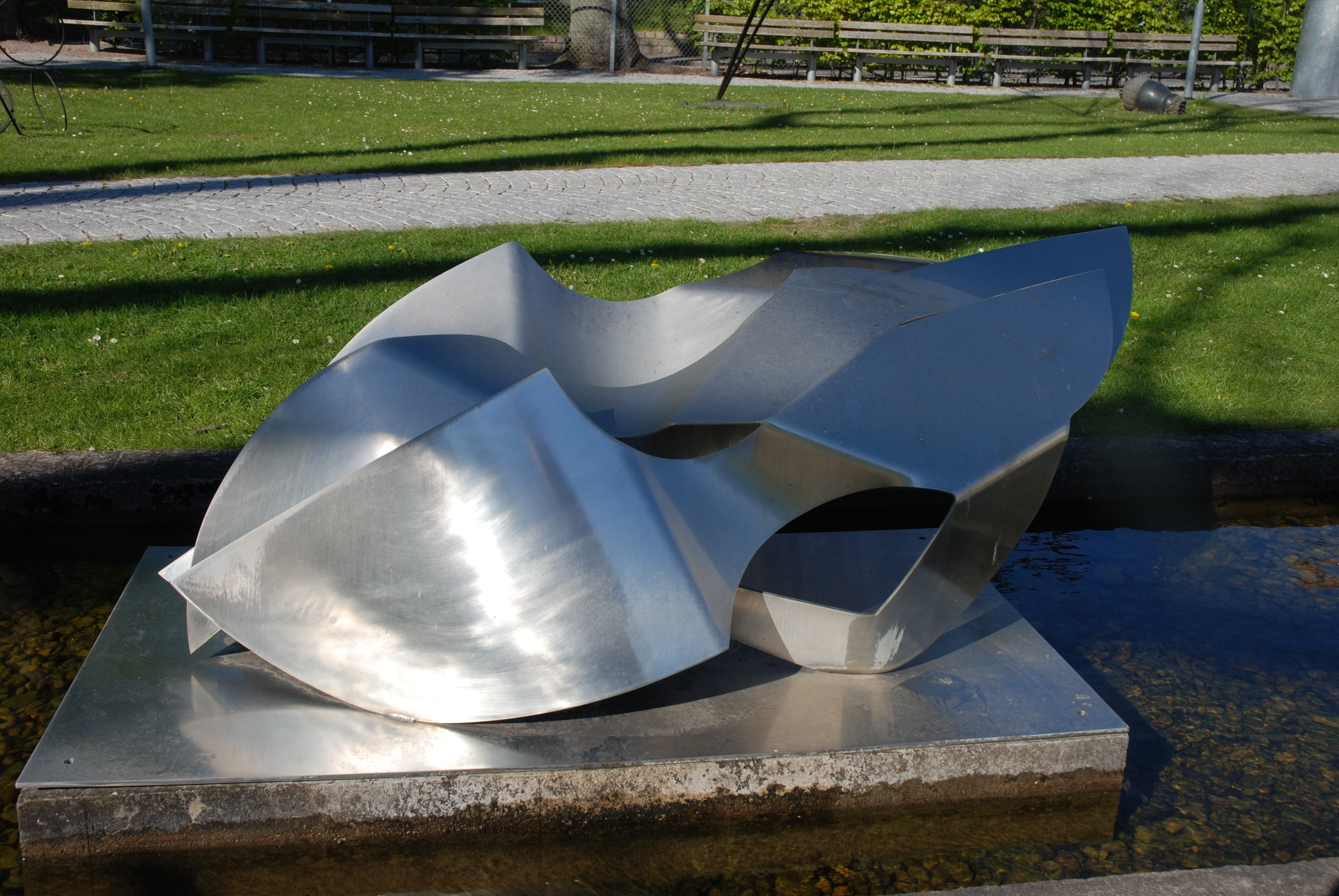
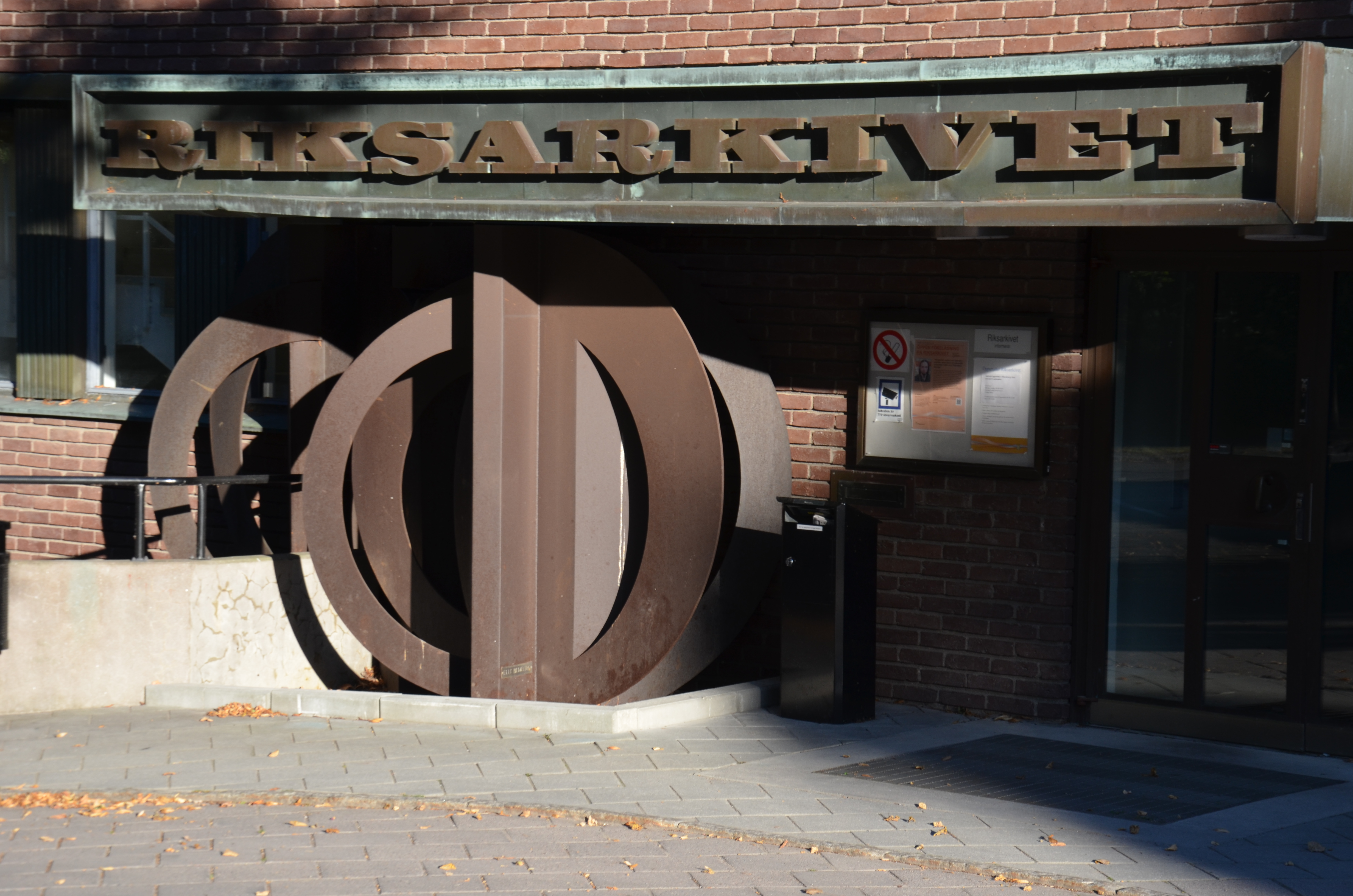
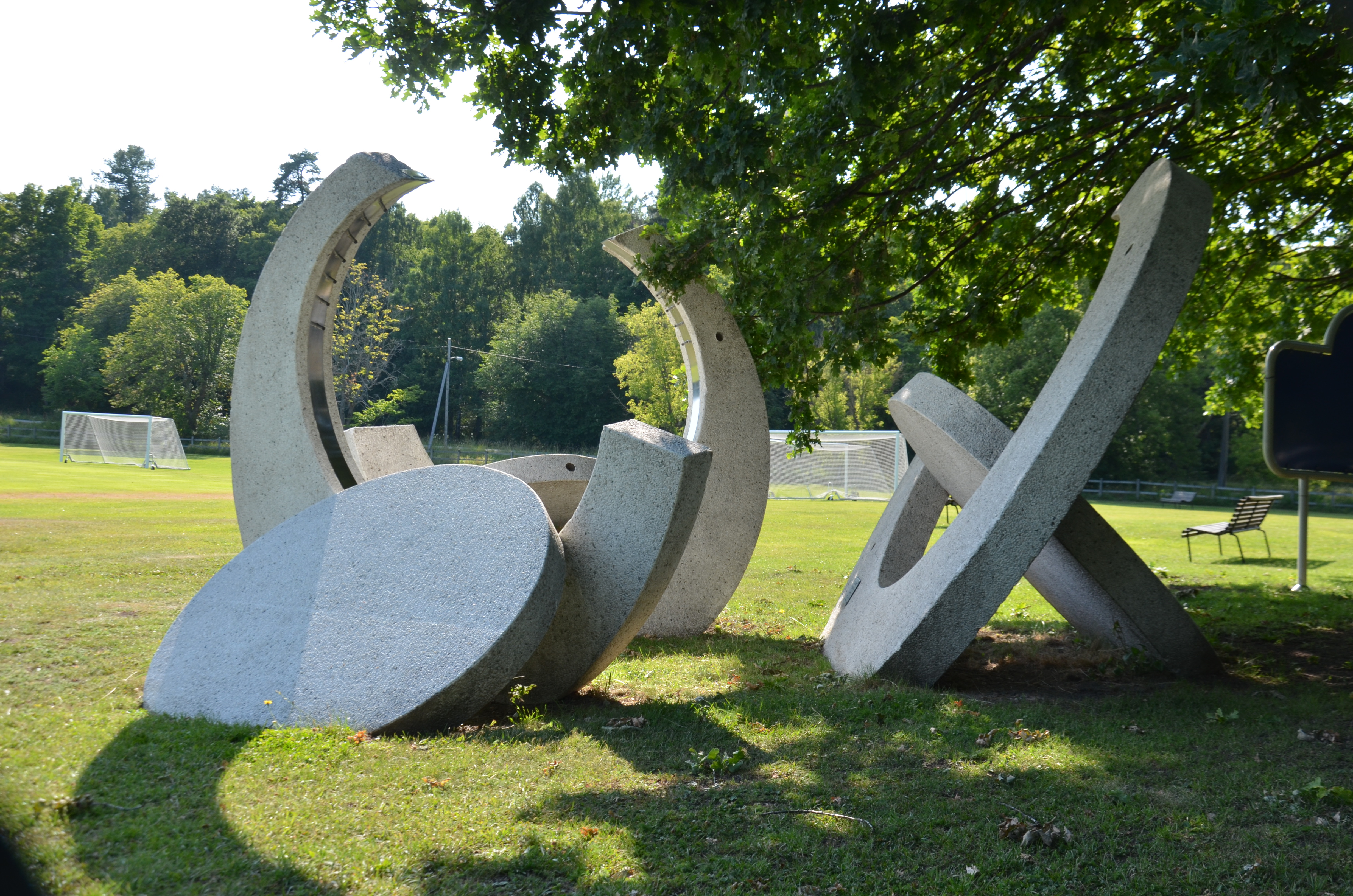